# Sociedad de Amigos de André-Marie Ampère

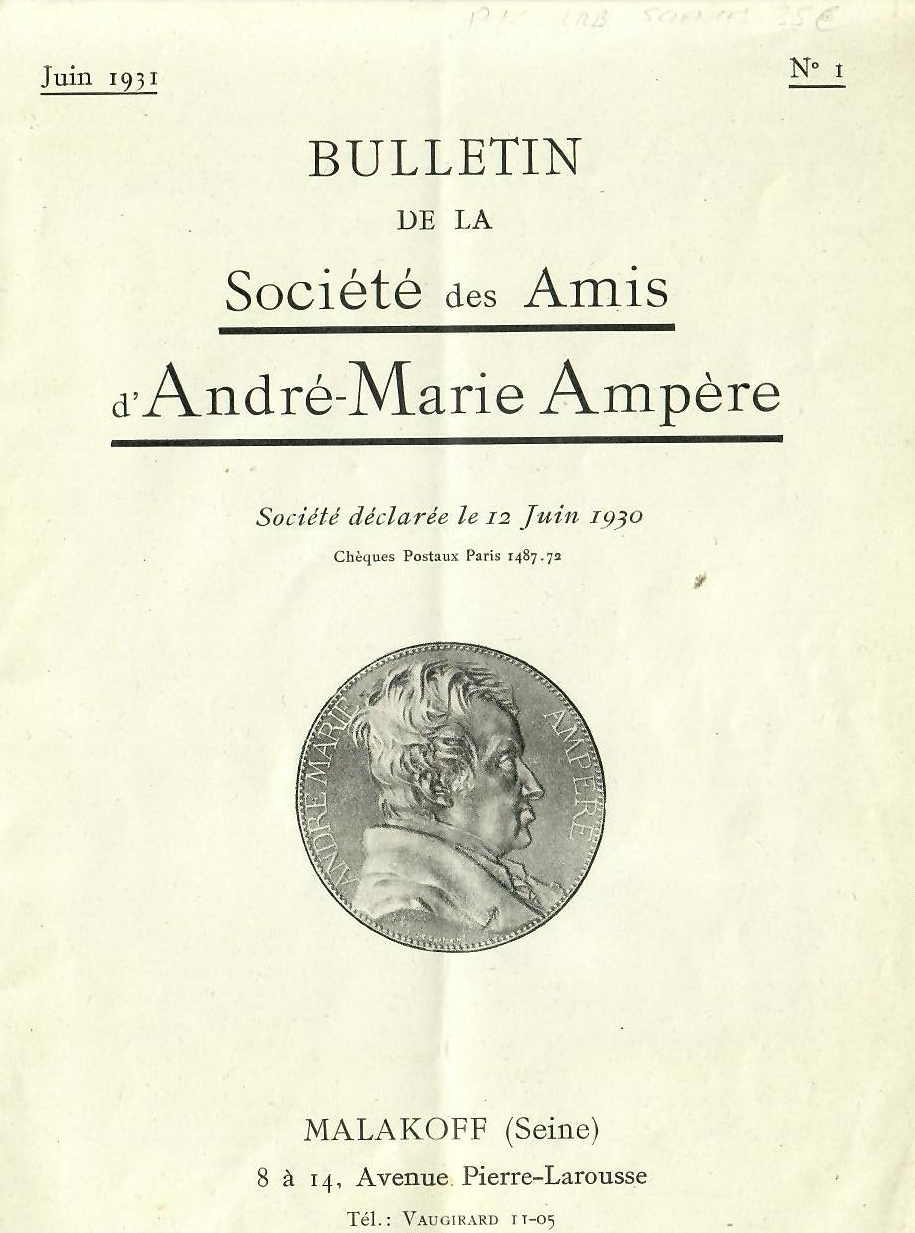
Número 1 del Boletín de la Sociedad de los Amigos deAndré-Marie Ampère (Juin 1931)

La Sociedad de Amigos de André-Marie Ampère (SAAMA) es una sociedad científica cuyo objetivo es preservar y difundir la memoria de André-Marie Ampère a través de diversos medios, como conferencias, publicaciones, conmemoraciones, la recopilación de documentos y dispositivos, y la creación de un museo..
Fundada en 1930 por iniciativa de Paul Janet, miembro de la Academia de Ciencias de Francia y Director de la École supérieure d'électricité, es reconocida como asociación de utilidad pública en Francia desde 1936. En particular, la SAAMA es responsable de la gestión y desarrollo del Museo  Ampère, ubicado en la casa de Ampère en Poleymieux-au-Mont-d'Or. El físico español Blas Cabrera formó parte del comité de patrocinio que creó la SAAMA junto a varios premios Nobel de física y química.
La SAAMA también organiza exposiciones, talleres y numerosos eventos que ayudan a dar a conocer las contribuciones de André-Marie Ampère y a difundir el conocimiento científico y técnico en torno al electromagnetismo y sus aplicaciones. La SAAMA también publica un boletín anual.
La asociación ha sido presidida por diversas personalidades, entre ellas Louis Lumière, Georges Darrieus, Maurice Ponte, Paul Delouvrier, Maurice Jacob o Geneviève Comté-Bellot.
La SAAMA es parte de la federación francesa de actores del patrimonio en la región Auvernia-Ródano-Alpes.

## Historia
En 1928, Hernand y Sosthenes Behn, empresarios estadounidenses, de origen francés por parte de madre, cofundadores de la multinacional ITT que en ese momento desarrollaba sus actividades en Francia, realizaron, asesorados por Paul Janet y como mecenas, la adquisición de la antigua propiedad de Ampère en Poleymieux-au-Mont-d'Or que acaba de ser puesta a la venta. Aunque inicialmente se planeó donar la propiedad a la Academia de Ciencias de Francia, finalmente fue la Sociedad Francesa de Electricistas la beneficiaria. El 2 de junio de 1928 se inauguró la casa Poleymieux en presencia de numerosas personalidades.
Por la misma iniciativa de Paul Janet, el 12 de junio de 1930 se fundó la Sociedad de Amigos de André-Marie Ampère, a la que se confió la gestión de la Maison d'Ampère para crear un museo. Entre los fundadores de SAAMA encontramos: Emile Picard (Secretario Perpetuo de la Academia de Ciencias), Alfred Lacroix (Secretario Perpetuo de la Academia de Ciencias), André Blondel (Academia de Ciencias), Gustave Ferrié (Academia de Ciencias), Paul Janet (Academia de Ciencias), Louis de Launay (Academia de Ciencias) o Vito Volterra (Asociado Extranjero de la Academia de Ciencias).
El primer presidente de la SAAMA fue Louis Lumière con dos presidentes de honor, Raymond Poincaré (Academia Francesa) y Edouard Herriot, alcalde de Lyon. El comité de patrocinio establecido para la creación de la SAAMA contó con numerosas personalidades científicas entre las que figuran varios premios Nobel de física, William-Henry Bragg (1915), Louis de Broglie (1929), Jean Perrin (1926), Pieter Zeeman (1902) y de química, Victor Grignard (1912) y Paul Sabatier (1912), pero también otros físicos y químicos de renombre como Blas Cabrera, Aimé Cotton, Charles Fabry, Wander-Johannes de Hass, Martin Knudsen, Paul Langevin o Herny Le Chatelier.
El Museo Ampère se inaugura el 1 de julio de 1931 y la SAAMA es reconocida asociación de utilidad pública por las autoridades francesas por decreto del 4 de abril de 1936.

## La SAAMA y el Museo Ampère
Desde su fundación en 1930, la Société des Amis d'André-Marie Ampère ha sido responsable de la gestión y desarrollo de un Museo de la Electricidad, ubicado en la casa de Ampère en Poleymieux-au-Mont-d'Or, conocido como Museo Ampère o Casa Ampère - Museo de la Electricidad.
A lo largo de su historia, la SAAMA ha procedido, gracias a la aportación de numerosos mecenas y a la inversión de los voluntarios de la asociación, a numerosas restauraciones del edificio y de sus jardines, así como a la recogida, adquisición o puesta en valor de los objetos e instalaciones que componen la vasta colección del Museo Ampère.

## Publicaciones
La Sociedad de Amigos de André-Marie Ampère publica libros, videos y un boletín anual.
Publicaciones de la asociación (lista no exhaustiva) :
- "Correspondance du Grand Ampère" en 3 volúmenes de 1936 a 1943, Ampère, Autor: André Marie (1775-1836). Editores científicos: Louis Auguste Alphonse y la Sociedad de Amigos de André-Marie Ampère.[10]
- Guide to the Ampère Museum", de Robert Moïse, 3 ed. rev. y augm - 1985 (63 páginas)[11]
- "Guíde du Musée Ampère", de Robert Moïse, Edición revisada y completada - 1996 (63 páginas)[12]

- "Le génial Bonhomme Ampère - Le Romain de sa vie" de Pierre Marion, 1999[13]

- "Boletín de la Sociedad de Amigos de André-Marie Ampère" desde 1931 (mas de 65 números),[5][14]
- "L'homme à l'magnet" Obra colectiva con arreglos de SAAMA. Editado por EMMC,ISBN 9782357401235 - 2011

## Funcionamiento de la estructura
La SAAMA cuenta con un comité director y una junta directiva que constituyen sus órganos de gobierno.
El comité director está integrado por el presidente, el curador del museo, un tesorero y un secretario.
La asociación funciona principalmente gracias a la adhesión de sus miembros, la aportación de socios, préstamos y donaciones.

## Honores
La Sociedad de Amigos de André Marie d'Ampère recibió el 18 de diciembre de 2018 de la Academia de Ciencias, Bellas Letras y Artes de Lyon la medalla de honor 2018.

## Presidentes y delegados generales

### Presidentes
- Louis Lumière (1930-1941)
- Frédéric Hellot (1942-1947)
- Georges Darrieus (1948-1974)
- Maurice Ponte (1974-1979)
- Raymond Pelletier (1979-1985)
- Paul Delouvrier (1985-1994)
- Jean-Pierre Desgeorges[16] (1994-1999)
- Jacques Lion (2000-2001)
- Maurice Jacob (2002-2005)
- Geneviève Comté-Bellot (2005-2020)
- Alfonso San Miguel (desde 2021)

### Delegados Generales
- Joseph Grosselin (1930-1951)
- Eugène Dumont (1930-1940)
- Louis Domenach (1941-1967)
- Robert Moise (1973-1975)
- Louis Dupré-Latour (1967-1979)
- Joseph Janin (1979-1999)
- Georges Asch(2000-2010)
- Georges Delorme (2010-2015)
- Jean-Luc Rayon (2015-2020)
- Philippe Ponchon (2021-2022)

### Presidentes de Honor
- Louis Lumière
- Georges Darrieus
- Geneviève Comte-Bellot